# Saint-Cyr-des-Gâts
 Saint-Cyr-des-Gâts  es una población y comuna francesa, en la región de Países del Loira, departamento de Vendée, en el distrito de Fontenay-le-Comte y cantón de L'Hermenault.

## Demografía
| 682 | 648 | 551 | 502 | 500 | 464 |
| Para los censos de 1962 a 1999 la población legal corresponde a la población sin duplicidades (Fuente: INSEE [Consultar]) |     |     |     |     |     |